# Maria Teresa Poniatowska
Maria Teresa Antonina Józefina z Poniatowskich Tyszkiewiczowa (ur. 28 listopada 1760 w Wiedniu, zm. 2 listopada 1834 w Tours we Francji) – dama Krzyża Orderowego zakonu maltańskiego.
Urodziła się jako pierwsze dziecko generała-lejtnanta w służbie austriackiej i czeskiej Andrzeja Poniatowskiego (późniejszego księcia Korony Czeskiej) i hrabianki Theresy Kinsky von Wchinitz und Tettau. Do chrztu trzymała ją cesarzowa Maria Teresa. Jej bratem był książę Józef Poniatowski.
Gdy miała trzynaście lat na gruźlicę zmarł jej ojciec, co spowodowało, że wziął ją pod kuratelę brat jej ojca król Stanisław August Poniatowski. Mieszkając w Wiedniu, zachorowała w szesnastym roku życia, w wyniku czego usunięto jej gałkę oczną. Gdy miała osiemnaście lat, zgodnie z wolą Stanisława Augusta, wydano ją za mąż za Wincentego Tyszkiewicza herbu Leliwa, hrabiego na Łohojsku i Świsłoczy, referendarza wielkiego litewskiego. Małżeństwo nie było udane, dlatego wkrótce opuściła męża.
Przez 30 lat, od 1807, blisko z nią związany był francuski minister spraw zagranicznych Francji Charles-Maurice de Talleyrand-Périgord.